# Organizirani kriminal
Organizirani kriminal je oblika kriminalitete, v kateri se dve ali več oseb združi za izvrševanje kaznivih dejanj. Tovrstna oblika kriminala največkrat obsega področja mamil, bančništva, izsiljevanj, korupcije, bančnih ropov, vlomov, goljufij, prostitucije, ...
Organizirani kriminal pogosto presega državne meje, zaradi česar je razbitje dobro organiziranih združb težko delo za policijo.

## Oblike organiziranega kriminala
Poznamo preproste in kompleksne oblike organiziranega kriminala. Organizirani kriminal v najpreprostejših oblikah po navadi ni trajen in ga je dokaj lahko zatreti. Pri tem gre po navadi za združitev nekaj oseb, ki izvajajo manjša kazniva dejanja kot so vlomi in žeparjenje. Tovrstne združbe po navadi niso trajne in jih policija hitro razbije.
Bolj nevarne in bolje organizirane so kriminalne združbe, organizirane po zgledu mafije. Pri tem gre za združevanje več oseb za trajnejše in organizirano izvrševanje kaznivih dejanj, katerih cilj je, da nezakonita dejavnost postane dober in trajen vir zaslužka. Pri tovrstnih združbah igra veliko vlogo vzpostavljanje strogih hierarhičnih lestvic in zahteve po absolutni predanosti združbi. Le-ta bo svoje člane vedno ščitila tako pred organi pregona kot pred morebitnimi napadi iz kriminalne okolice. Takšne organizirane združbe pogosto vzporedno s kriminalno dejavnostjo opravljajo še legitimno dejavnost, preko katere perejo denar. Takšne združbe imajo običajno široko razpredeno mrežo, ki sega od organov oblasti do pocestnih tatov. V tem pogledu se lahko primerjajo z velikimi gospodarskimi korporacijami, ki se ukvarjajo z množico različnih dejavnosti.